# Dioscorea pilosiuscula
Dioscorea pilosiuscula är en enhjärtbladig växtart som beskrevs av Carlo Luigi Giuseppe Bertero och Spreng.. Dioscorea pilosiuscula ingår i släktet Dioscorea och familjen Dioscoreaceae. Inga underarter finns listade i Catalogue of Life.